# Hypocopra rostrata
Hypocopra rostrata är en svampart som beskrevs av Griffiths 1901. Hypocopra rostrata ingår i släktet Hypocopra och familjen kolkärnsvampar.   Inga underarter finns listade i Catalogue of Life.